# Gare de Fulda
La gare de Fulda (en allemand Bahnhof  Fulda) est la plus grande gare de la ville de Fulda en Hesse, Allemagne. La gare se trouve sur la LGV Hanovre - Wurtzbourg.

## Situation ferroviaire

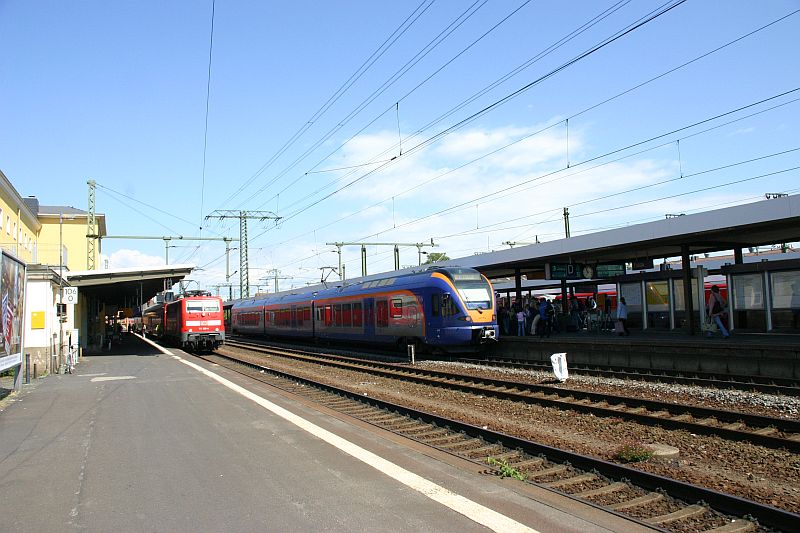
Vue des deux premiers quais

## Service voyageurs

### Desserte
Liaisons directes à partir de la gare conduire à Francfort-sur-le-Main, Cassel, Stuttgart, Munich, Berlin, Dresde, Bâle, Zurich, Hambourg et Berne.
| Ligne  | Trajet | Fréquence              |
| ------ | --- | ---------------------- |
| ICE 11 | Berlin Hbf – Braunschweig Hbf - Hildesheim Hbf – Cassel Bf – Fulda Bf - Hanau Hbf - Francfort Hbf – Mannheim Hbf – Stuttgart Hbf – Ulm Hbf – Augsburg Hbf – Munich Hbf                              | Toutes les deux heures |
| ICE 12 | Berlin – Braunschweig Hbf – Cassel Bf – Fulda Bf - Hanau - Frankfurt Hbf – Mannheim Hbf – Karlsruhe Hbf – Offenbourg Bf – Fribourg Hbf – Bâle bad Bf - Basel SBB - Zurich Hbf - Interlaken-Est      | Toutes les deux heures |
| ICE 15 | Sarrebruck Hbf – Hombourg (Sarre) - Kaiserslautern Hbf - Neustadt adw - Mannheim Hbf - Darmstadt Hbf – Frankfurt Hbf - Fulda Bf - Eisenach - Gotha - Erfurt Hbf - Weimar - Leipzig Hbf - Dresde Hbf | Un aller-retour        |
| ICE 25 | (Hambourg Hbf) ou (Brême Hbf) – Hanovre Hbf – Cassel Bf – Fulda – Würzburg Hbf – (Nuremberg - Ingolstadt) ou (Augsbourg) - Munich                                                                   | Toutes les deux heures |
| ICE 50 | (Dresde Hbf) ou (Magdebourg Hbf – Flughafen Leipzig/Halle – Naumburg) – Leipzig - Erfurt - Fulda Bf - Francfort Hbf - Mainz Hbf - Wiesbaden Hbf                                                     | Un seul train          |